# Difusionisme

Difusió de l'ésser humà pel món

El difusionisme és un terme provinent de l'antropologia social pel qual es coneix un corrent teòric de les escoles arqueològiques occidentals de finals del s. XIX i principis del xx. El difusionisme s'associa a l'escola cultural historicista que parteix de la premissa que les cultures materials trobades en les excavacions corresponen a civilitzacions concretes i, aquestes, al seu torn, a ètnies. A partir d'ací, els difusionistes creuen que al llarg de la història de l'ésser humà han existit zones anomenades nuclears d'irradiació d'innovacions. Un model oposat és l'anomenada difusió dèmica.

## Desenvolupament del difusionisme
Es diu que un dels pares del difusionisme europeu és l'alemany Friedrich Ratzel (1844-1904), que considerava que tots els invents s'havien estés pel món des de "centres nuclears" per migracions (curiosament, Ratzel defensava moltes idees evolucionistes). El seu deixeble Leo Frobenius (1873-1938) definí les àrees nuclears de difusió amb el terme «Kulturkreise» ('cercles culturals'); però, influït per la psicologia de la Gestalt, li donà un aspecte quasi orgànic, molt espiritual. Per a ell les àrees culturals es caracteritzaven per una sèrie de símbols que representaven el coneixement comú de l'ésser humà de la civilització primigènia. L'exemple més radical de difusionista és el britànic Grafton Elliot Smith, que reclamà, exclusivament per a l'antic Egipte, l'origen de tota civilització, incloses les americanes (difusionisme monocèntric). Segons ell, fa justament 7.000 anys, centenars de sacerdots egipcis recorregueren el món sencer a la recerca de l'elixir de la vida, per la qual cosa se'ls anomenà els «dadors de vida».
Un punt de vista menys dràstic l'ofereixen els membres de l'escola de Viena Wilhem Schmidt i Fritz Graebner, els quals el 1904 proposaren la seua visió cultural policèntrica, en què acceptaven que una mateixa innovació poguera haver estat inventada o descoberta en diversos llocs, independentment. Aquests llocs eren el deien cercles culturals, però no podien definir-se amb precisió, ni tan sols es podien contrastar empíricament, la qual cosa constituí, des del principi, una de les seues idees més criticades. Schmidt i Graebner sostenien, a més, que tota cultura innovadora és, també, una cultura expansionista, perquè difon els seus avanços; per a aquests antropòlegs aquest és el procés principal que explica el desenvolupament de la civilització. En expandir-se les cultures, tard o d'hora arriben a interrelacionar-se, per la qual cosa resulta del tot impossible trobar grups sense barreges o sense influències al·lòctones. Tot i que Schmidt i Graebner no acceptaven el difusionisme monocèntric, estaven d'acord que, com més sofisticat és un avanç, menys probabilitats hi ha que haja estat inventat diverses vegades aïlladament.

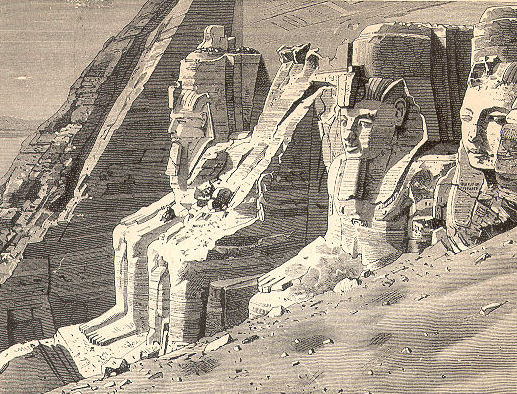
Abu Simbel

Els centres difusionistes habitualment estan associats al Vell Món a civilitzacions de grans rius (Nil, Tigris i Eufrates, Indus, Riu Groc…), mentre que al Nou Món serien Mesoamèrica i els Andes. Els difusionistes constataven la semblança de certes manifestacions de cultures menys desenvolupades amb les de les grans civilitzacions, i arribaren a la conclusió que aquelles imitaven pobrament aquestes. Les grans civilitzacions antigues, des del Neolític, almenys, eren les úniques zones de veritable invenció i progrés, des d'on es difonien per contacte, migracions o invasions.
La Mediterrània i també l'Índic han estat els focus més importants en les teories difusionistes, començant per l'expansió dels primers humans moderns, dotats d'un utillatge aurinyacià, continuant per l'expansió en successives onades, del Neolític, el megalitisme (una rústica emulació de les grans piràmides), la metal·lúrgia i, en fi, l'impacte indoeuropeu. El símil europeu amb una platja a la qual arriben les ones a morir s'ha usat moltes voltes considerant aquest subcontinent com un atzucac al qual es veuen abocades nombroses civilitzacions orientals.

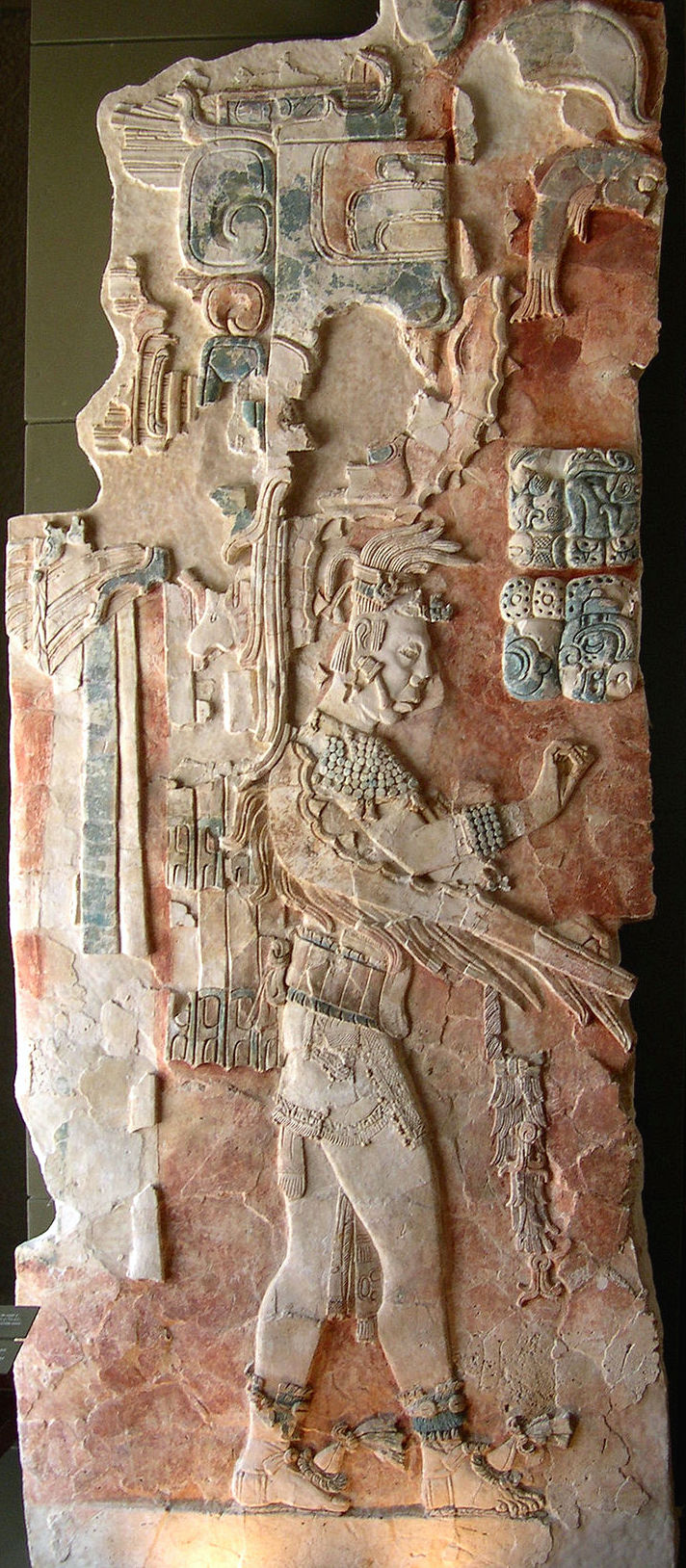
Relleu de la zona arqueològica de Palenque

Segons els difusionistes monocèntrics la invenció de l'agricultura només va tenir lloc una vegada, al Creixent Fèrtil, des d'on es difongué per Àfrica, Àsia i Europa. Malgrat que la invenció independent de l'agricultura i altres innovacions a Amèrica podria haver-hi refutat les tendències difusionistes, aquestes tingueren molta força durant un curt espai de temps, en aparèixer les idees de l'antropòleg americà Clark Wissler (1870-1947). Aquest investigador hereta la idea de Schmidt i Graebner sobre l'existència d'àrees culturals diverses (difusionisme policèntric), però intenta provar-ne l'existència per allò que ell anomenà trets culturals. Aquests serien més abundants, més originals i més concrets al centre de les citades àrees culturals, i s'anirien esvaint a mesura que ens n'allunyem del nucli, cap a la perifèria. Wissler, no conformant-se amb el factor espai, hi afegeix el factor temps, argumentant que els trets culturals serien més antics, com més propers estigueren del centre de l'àrea cultural. Per a ell, hi hauria una estreta relació entre antiguitat i distància. Wissler fou molt criticat per aquesta afirmació, ja que no tenia en consideració que alguns trets culturals poden viatjar més de pressa que altres. A aquest mateix antropòleg se li atribueix també un excessiu reduccionisme a l'hora d'explicar fenòmens socials, psicològics o econòmics dels pobles primitius, fins al punt que molts veuen en això prejudicis etnocentristes.
Un altre gran difusionista fou l'australià Vere Gordon Childe, que se centrà en l'expansió dels pobles indoeuropeus, cosa que no evità que desenvolupara les seues idees sobre l'origen del Neolític o sobre el paper civilitzador de la cultura grega a la Mediterrània. Childe sostenia un difusionisme moderat en què els canvis es devien en part a les condicions socials dels grups humans (no oblidem que era marxista), però també a préstecs culturals d'altres comunitats.
Aquesta teoria ha servit també per fer interpretacions "extravagants", com la de l'antic catedràtic de prehistòria de la Universitat de Berlín, Gustaf Kossina (1858-1931), que reivindicava la superioritat dels alemanys per ser els primers habitants d'Europa, havent influït i transmés les idees i models com a poble més avançat a altres, menys avançats, amb els quals entraren en contacte.
Quan les idees difusionistes es defensen fora de raó, sol parlar-se d'«hiperdifusionisme», que és propi de les interpretacions excèntriques, qualificació que ha rebut en innombrables ocasions Thor Heyerdahl, el màxim defensor aquest tipus de doctrines a la fi del segle xx. Thor Heyerdahl, però, ha proposat i contrastat hipòtesis empíricament, i no pot igualar-se a les pseudociències o ciències ocultes que defensen un hiperdifusionisme irracional.

## El difusionisme en l'actualitat
Actualment s'accepta el concepte de préstec cultural com a resultat inevitable de la transferència d'informació entre diferents grups socials. Com ja assenyalaren Schmidt i Graebner, tota idea humana, siga en el camp lingüístic, tecnològic, social o artístic, és potencialment transferible. No està provat, però, que la transferència siga automàtica o inevitable, ja que en cada grup hi ha tradicions que tendeixen a protegir el propi llegat de les contaminacions externes. Així, doncs, totes les cultures seleccionen allò que els resulta acceptable, abans de rebre-ho. D'altra banda, l'acceptació d'un element procedent d'una societat estranya suposa la seua descontextualització, i aquest element pot sofrir canvis en el significat, forma, ús i funció, fins al punt de resultar irrecognoscible. Científicament s'han constatat molts exemples reals de difusionisme cultural. Però aquest només és admés quan n'hi ha proves concretes. En cas contrari, es prefereix parlar d'una evolució autòctona (encara que hi haja enormes semblances amb altres civilitzacions), ja que també se n'han trobat innombrables exemples en arqueologia. Quan es porta a l'extrem aquesta influència sense proves entre cultures es cau en l'hiperdifusionisme.

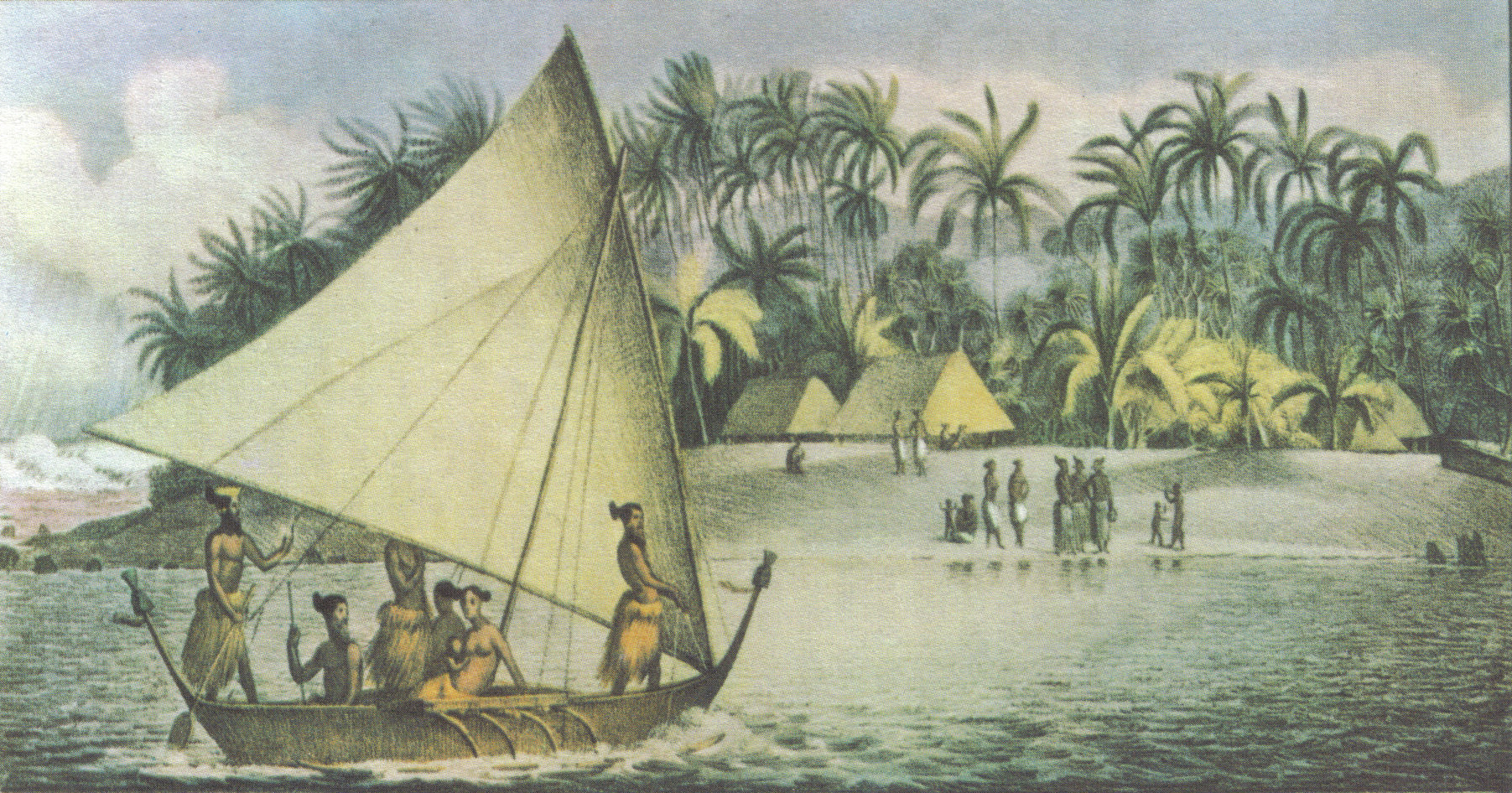
Embarcació de la Polinèsia

Alguns corrents científics arqueològics, prehistòrics o historiogràfics solen preferir explicacions alternatives, argumentant que l'evolució cultural sorgeix del propi impuls dels pobles, de la seua pròpia tendència a canviar. Per a alguns, aquests impulsos són intrínsecs a la naturalesa humana, que tendeix a l'evolució independent i paral·lela per si mateixa (evolucionisme cultural); per a altres, són el resultat de les contradiccions socials internes (marxisme) i, per uns altres, es deu a la influència determinista de l'entorn natural (processualisme). Finalment, hi ha qui es nega a acceptar que les innovacions siguen sols respostes a estímuls i que l'ésser humà siga incapaç de crear per pròpia iniciativa, motu proprio: és el que els postprocessualistes diuen «agency», lliure albir, heurística…, però que s'explica millor en aquestes línies de Ludwig von Bertalanffy:
| «                                        | «Soc incapaç de veure, per exemple, com les activitats culturals i creadores de tota mena poden considerar-se "respostes a estímuls", "satisfacció de necessitats biològiques", "restabliment de l'homeòstasi". I coses així. […] L'ésser humà no és un receptor passiu d'estímuls que li arriben del món extern, sinó que, en un sentit molt concret, crea el seu univers». | » |
| — Teoria general de sistemes, pàgina 203 | |   |